# Pachymetopon grande
Pachymetopon grande es una especie de peces de la familia Sparidae en el orden de los Perciformes.

## Morfología
• Los machos pueden llegar alcanzar los 65 cm de longitud total.

## Distribución geográfica
Se encuentra en las  costas occidentales del Océano Índico: desde el sur de Mozambique y Madagascar hasta el Cabo de Buena Esperanza ( Sudáfrica ).